# Medetera edwardsi
Medetera edwardsi är en tvåvingeart som beskrevs av Grichanov 1997. Medetera edwardsi ingår i släktet Medetera och familjen styltflugor. Inga underarter finns listade i Catalogue of Life.